# Брезник
Бре́зник (болг. Брезник) — місто в Перницькій області Болгарії. Адміністративний центр общини Брезник.

## Населення
За даними перепису населення 2011 року у місті проживали 4123 особи.
Національний склад населення міста:
| Національність   | Кількість осіб | Відсоток |
| ---------------- | -------------- | -------- |
| болгари          | 3741           | 95,3%    |
| цигани           | 169            | 4,3%     |
| не визначились   | 8              | 0,2%     |
| Всього відповіли | 3925           |          |

Розподіл населення за віком у 2011 році:
Динаміка населення:

## Пам'ятки
У місті є церква святого Георгія Болгарської Православної Церкви.